# Pycnandra carinocostata
Pycnandra carinocostata är en tvåhjärtbladig växtart som beskrevs av Willem Willen Vink. Pycnandra carinocostata ingår i släktet Pycnandra och familjen Sapotaceae. Inga underarter finns listade i Catalogue of Life.